# 西海之战
西海之战，明世宗嘉靖十二年（1533年）九月，漠南蒙古鞑靼右翼内部的争战，由济农部吉囊攻打畏兀慎（畏吾儿亲族）亦卜剌引发。
明武宗正德年间（1506年—1521年），出身畏兀慎的蒙古太师亦不剌及卜儿孩等杀达延汗子阿尔伦后，逃西海（今青海湖），占据一方。达延汗死后，阿尔伦之子卜赤继蒙古大汗位，明朝亦称其为「小王子」。1533年春，小王子的堂兄蒙古右翼三万户领主吉囊策划出兵西海，进攻亦卜剌等。当时卜赤拥兵十余万屯驻河套地区，分兵数万骑攻明朝边境，掠延绥（今陕西省榆林市）、花马池（今宁夏盐池）等城，然后南进至固原，遭到明朝守军阻击。吉囊断决，突然回师，率五万兵马西渡黄河，攻打西海。亦卜剌突遇袭击，不战而败，损失惨重。吉囊乘胜扩大战果，歼灭亦卜剌、卜儿孩两部，控制西海，留兵駐守。